# Teorie růstových pólů
Teorie růstových pólů (fr. La théorie des pôles de croissance) je jednou z nejznámějších teorií regionálního rozvoje. Vznikla v 50. letech 20. století a jejím autorem je francouzský ekonom François Perroux (19. prosince 1903–2. června 1987). Této teorii se dostalo velké oblíbenosti v hospodářské politice a byla v mnoha vyspělých i rozvojových zemích světa prakticky aplikována.

## Popis

### Růstové póly
Teorie je založena na předpokladu, že k ekonomickému rozvoji nedochází ve všech místech prostoru rovnoměrně, nýbrž především v několika bodech růstu, které mají větší či menší dopad na své okolí a tento jejich vliv se poté projevuje v růstu hospodářství regionu jako celku. Základními prvky této teorie jsou tedy tzv. póly růstu – základní hnací ekonomické jednotky (firmy, odvětví hospodářství či obory), které jsou základním vůdčím odvětvím ekonomiky daného státu, či regionu. Stojí v kontrastu vůči ostatním jednotkám, které hnací charakter nemají. Perroux tyto dva protiklady označuje jako odvětví hnací (vytváří póly růstu) a na odvětví hnaná. Vzniká tak polarizace prostoru. Tento proces autor přirovnává k příkladu přitahování objektů v magnetickém poli, prohlubují se tak rozdíly mezi jednotlivými místy. Přesto, že Perroux chápe póly růstu i prostor mezi nimi velmi abstraktně a vzdálenost popisuje spíše jako intenzitu vazeb, dostalo se této teorii četných pokusů o aplikaci v praxi.

### Aplikace teorie v praxi
Díky myšlence, že póly růstu jsou hnacími místy ekonomiky, byla tato teorie, především v době svého vzniku (50. a 60. léta 20. století) aplikována v praxi, a to např. ve státech západní Evropy, jako je Francie a Itálie. Francouzský ekonom Jacques Boudeville rozpracoval svoji teorii na regionální dimenzi, kterou nazval teorií růstových center a růstových os a následně byla využita v praxi například na prostorovém plánování území Francie, kde byly vymezeny následující oblasti: 3 homogenní oblasti (Paříž, Východ a Západ), 8 polarizovaných oblastí se středisky, která byly nazvána „vyrovnávací metropole“ a 21 plánovacích oblastí, pro které byly zpracovány krátkodobé plány na rozmístění investic. Cílem této tzv. „nosné soustavy měst“ bylo koncentrovat investice do zmíněných osmi vyrovnávacích metropolí a snížit územní nerovnost mezi rychleji se rozvíjející Paříží a ostatními pomaleji se rozvíjejícími regiony Francie.

### Vazba na jiné teorie regionálního rozvoje
Sovětskou paralelně se vyvíjející alternativu podobných rysů představuje například koncept tzv. územně výrobních komplexů představený Nikolajem Kolosovským. Jeho teorii byla dále rozšiřována (zejména Sauškin, Kalašnikova, Probst) v různých prostorových variantách a modifikacích byla prosazována ve východním socialistickém bloku.
Územně výrobní komplex můžeme popsat jako „seskupení navzájem navazujících ekonomických aktivit, které odpovídají přirozeným a ekonomickým podmínkám daného regionu, čímž je dosahováno hospodářských efektů“. Zásadním rozdílem ÚVK proti TRP je jeho vytvoření cílevědomou lokalizační aktivitou dosažitelnou primárně v podmínkách centrálně plánované ekonomiky.

## Růstové póly v ČR
Za hlavní póly ekonomického růstu v České republice můžeme označit na úrovní krajů hlavní město Prahu, Středočeský kraj, Plzeňský kraj a Královéhradecký kraj. Na úrovni okresů předstihl hlavní město Prahu okres Praha – východ, který patrně těží ze své výhodné lokaci v zázemí hlavního města. Od třetího místa dále pak nalezneme Mladou Boleslav, Plzeň – město, Prahu – západ. Významný potenciál primárně v rámci svých krajů pak vykázaly okresy Hradec Králové, Beroun, Plzeň – jih, Benešov a Jičín.